# 율전초등학교 (경기)
율전초등학교는 대한민국 경기도 수원시에 있는 공립 초등학교이다.

## 학교 연혁
- 1982.07.21 수원 율전 초등학교 설립인가
- 1983.09.01 초대 유병호 교장 부임
- 1983.10.15 율전초등학교 개교
- 1985.02.16 제1회 졸업식
- 1991.09.01 정천초등학교 분리(15학급)
- 1996.03.01 율전초등학교로 교명 변경
- 1997.12.01 천일초등학교 분리(8학급)
- 1998.11.01 상률초등학교 분리(10학급)
- 2004.05.01 학교 숲 완공
- 2008.08.13 학교 사랑방 리모델링 완료
- 2010.05.04 학교 인조잔디운동장 공사 완료 및 개장식
- 2010.09.27 학교 도서관 리모델링 완료
- 2012.12.11 WEE상담실 개소
- 2013.10.06 학교 담장 벽화 그리기 사업 완료
- 2013.11.14 학교 숲 환경 재조성 사업 완료
- 2014.02.14 제30회 졸업식(2013학년도:133명, 총졸업생수:6136명)
- 2014.03.01 26학급 편성(특수 1학급 포함)
- 2014.09.01 제13대 오연봉 교장선생님 부임
- 2014.09.14 학교 창호 교체 공사 완료
- 2014.11.06 학교 숲 나무 전정 실시
- 2014.11.16 교사 본동 앞 보도 타일 교체 공사 완료
- 2015.02.13 제31회 졸업식(2014학년도: 110명, 총 졸업생 수: 6,246명)
- 2015.03.01 22학급 편성(특수 1학급 포함)

## 참고 자료
- 율전초등학교 - 한국교육학술정보원 학교알리미